# Coppa di Slovacchia 2016-2017 (pallavolo maschile)
La Coppa di Slovacchia 2016-2017 si è svolta dal 25 gennaio al 12 febbraio 2017: al torneo hanno partecipato sei squadre di club slovacche maschili e la vittoria finale è andata per la seconda volta consecutiva al Prievidza.

## Regolamento
Alla competizione hanno preso parte le prime sei squadre classificate al termine della prima fase dell'Extraliga. 
Il torneo si è articolato in quarti di finale (a cui non hanno partecipato le prime due classificate, già qualificate alle semifinali) strutturati in gara di andata e ritorno con la seconda gara in casa della formazione meglio classificata (coi punteggi di 3-0 e 3-1 sono stati assegnati 3 punti alla squadra vincente e 0 a quella perdente, col punteggio di 3-2 sono stati assegnati 2 punti alla squadra vincente e 1 a quella perdente; in caso di parità di punti dopo le due partite è stato disputato un golden set), semifinali e finale in gara unica.

## Squadre partecipanti
| Squadra         | Qualificazione                   |
| --------------- | -------------------------------- |
| Košice          | 4ª nella prima fase di Extraliga |
| Prešov          | 2ª nella prima fase di Extraliga |
| Prievidza       | 3ª nella prima fase di Extraliga |
| Spartak Komárno | 5ª nella prima fase di Extraliga |
| Spartak Myjava  | 6ª nella prima fase di Extraliga |
| VKP Nitra       | 1ª nella prima fase di Extraliga |

## Torneo

### Tabellone
|  | Quarti | Quarti          | Quarti | Quarti |  |  | Semifinali | Semifinali      | Semifinali |  |   | Finale    | Finale | Finale |
|  |        |                 |        |        |  |  |            |                 |            |  |   |           |        |        |
|  |        |                 |        |        |  |  | 1          | VKP Nitra       | 3          |  |   |           |        |        |
|  |        |                 |        |        |  |  | 1          | VKP Nitra       | 3          |  |   |           |        |        |
|  |        |                 |        |        |  |  | 5          | Spartak Komárno | 0          |  |   |           |        |        |
|  | 3      | Prievidza       | 3      | 3      |  |  | 5          | Spartak Komárno | 0          |  |   |           |        |        |
|  | 3      | Prievidza       | 3      | 3      |  |  |            |                 |            |  |   |           |        |        |
|  | 6      | Spartak Myjava  | 1      | 1      |  |  |            |                 |            |  |   |           |        |        |
|  | 6      | Spartak Myjava  | 1      | 1      |  |  |            |                 |            |  | 1 | VKP Nitra | 1      |        |
|  |        |                 |        |        |  |  |            |                 |            |  | 1 | VKP Nitra | 1      |        |
|  |        |                 |        |        |  |  |            |                 |            |  |   | 2         | Prešov | 3      |
|  |        |                 |        |        |  |  |            |                 |            |  |   | 2         | Prešov | 3      |
|  |        |                 |        |        |  |  |            |                 |            |  |   |           |        |        |
|  |        |                 |        |        |  |  |            |                 |            |  |   |           |        |        |
|  |        |                 |        |        |  |  | 2          | Prešov          | 3          |  |   |           |        |        |
|  |        |                 |        |        |  |  | 2          | Prešov          | 3          |  |   |           |        |        |
|  |        |                 |        |        |  |  | 3          | Prievidza       | 2          |  |   |           |        |        |
|  | 4      | Košice          | 1      | 1      |  |  | 3          | Prievidza       | 2          |  |   |           |        |        |
|  | 4      | Košice          | 1      | 1      |  |  |            |                 |            |  |   |           |        |        |
|  | 5      | Spartak Komárno | 3      | 3      |  |  |            |                 |            |  |   |           |        |        |
|  | 5      | Spartak Komárno | 3      | 3      |  |  |            |                 |            |  |   |           |        |        |

### Risultati

#### Quarti di finale

##### Andata
| 25 gennaio 2017 Mestská športová hala, Myjava Durata: 1h:36 - Spettatori: 150 | Spartak Myjava  | 1 - 3 | Prievidza | 22-25, 25-20, 21-25, 20-25 |
| 26 gennaio 2017 Mestská športová hala, Komárno Durata: 1h:40 - Spettatori: ?  | Spartak Komárno | 3 - 1 | Košice    | 25-16, 25-21, 25-27, 19-17 |

##### Ritorno
| 29 gennaio 2017 Športová hala, Prievidza Durata: 1h:49 - Spettatori: ?                 | Prievidza | 3 - 1 | Spartak Myjava  | 30-28, 24-26, 27-25, 25-22 |
| 1º febbraio 2017 Športová hala Hotelová akadémia, Košice Durata: 1h:50 - Spettatori: ? | Košice    | 1 - 3 | Spartak Komárno | 25-27, 25-22, 29-31, 18-25 |

#### Semifinali
| 11 febbraio 2017 Mestská športová hala, Stará Ľubovňa Durata: 1h:18 - Spettatori: 500 | VKP Nitra | 3 - 0 | Spartak Komárno | 25-19, 25-21, 27-25               |
| 11 febbraio 2017 Mestská športová hala, Stará Ľubovňa Durata: ? - Spettatori: 500     | Prešov    | 3 - 2 | Prievidza       | 25-16, 21-25, 25-17, 17-25, 15-12 |

#### Finale
| 12 febbraio 2017 Mestská športová hala, Stará Ľubovňa Durata: 1h:49 - Spettatori: 550 | VKP Nitra | 1 - 3 | Prešov | 25-21, 19-25, 21-25, 22-25 |